# Telleria
Telleria en basque ou Tejería en espagnol est une commune située dans la municipalité de Urdazubi-Urdax de la communauté forale de Navarre, dans le Nord de l’Espagne.

Cette commune se situe dans la zone bascophone de la Navarre.